# Lucjan Kaszycki
Lucjan Marian Kaszycki (* 27. September 1932 in Krakau; † 5. Mai 2021 in Warschau) war ein polnischer Komponist, Musikpädagoge und -wissenschaftler.

## Werdegang
Kaszycki studierte bis 1957 an der Staatlichen Musikhochschule Krakau bei Stanisław Wiechowicz. Von 1954 bis 1958 war er musikalischer Leiter des Krakauer Groteska-Theaters. Von 1958 bis 1961 unterrichtete er am Staatlichen Musiklyzeum, ab 1961 an der Staatlichen Musikhochschule in Krakau. Dort war er zunächst Assistent, dann Dozent für Musiktheorie und leitete von 1967 bis 1974 die Kompositionsklasse. Ab 1974 hielt er an der Fryderyk-Chopin-Universität für Musik Vorlesungen zur Propädeutik zeitgenössischer Musik, symphonischen Instrumentierung sowie zu Arrangement und Unterricht in den Bereichen Jazz und Unterhaltungsmusik. 1984 erhielt er eine außerordentliche, 2002 eine ordentliche Professur für Musikwissenschaften. Von 1992 bis 2003 leitete er die Klasse für Arrangement an der Schule für Unterhaltungs- und Jazzmusik Krzysztof Komeda, zu deren Mitbegründern er zählt.
Als Komponist wurde Kaszycki vor allem durch mehr als 150 Schauspielmusiken und 50 Filmmusiken sowie zahlreiche Lieder bekannt. Daneben komponierte er auch Klavierwerke, Orchesterwerke, elektronische und Computermusik, mehrere Musicals und eine Oper. Seine Werke wurden u. a. von den polnischen Rundfunkorchestern Warschau und Krakau und dem Rundfunkchor Krakau aufgeführt. Für seine Werke und seine pädagogische Tätigkeit erhielt er zahlreiche Preise, u. a. 2002 das Ritterkreuz des Ordens Polonia Restituta und 2013 die Gloria-Artis-Medaille für kulturelle Verdienste.

## Werke
- Wariacje dziecięce für Klavier (1952)
- Scherzo na orkiestrę (1953)
- Sonatina na fortepian (1954)
- Scherzo symfoniczne für Orchester (1955)
- Symfonia für Orchester (1958)
- Passacaglia für großes Sinfonieorchester (1958)
- Nocą na Kanonicznej, Lied (1959)
- Melodie z bajek für Klavier (1960)
- Zatrzymaj wóz, Lied (1962)
- Alma Mater, Lied für gemischten Chor a cappella (1963)
- Tajemnicza pozytywka czyli Jak zwabić starszą panią, Musical (1963)
- Cztery ekspozycje für zwei Klaviere (1964)
- Nie twoje kroki, Lied (1964)
- Od brzegu do brzegu, Lied (1965)
- Trzy suity z cyklu „Listy otwarte“ für gemischten Chor und Orchester (1966–1969)
- Preludium e passacaglia un poco blues für Jazzorchester, Pauke, Harfe und Streicher (1967)
- Osobni, Lied (1968)
- Słomkowy kapelusz, Musical (1968)
- Adiaphora für Orchester (1969)
- Gdzieś w niedorzeczu Wisełki, Musical (1969)
- Nokturn na flet i harfę (1969)
- Suita francuska für Orchester (1970)
- Sześć piosenek für gemischten Chor und Klavier (1979)
- Pastoral Suite für Orchester (1980)
- Noveletta für Instrumentalensemble (1982)
- Kołowrotek für Instrumentalensemble (1982)
- Wampuka, Opera (1983)
- Into Battle Again – Dramatic Moods, Orchestersuite (1984)
- Czarodziejski pierścień, Kindermusical (1984)
- Granie miłe, Lied für gemischten Chor a cappella (1985)
- Czarodziejski pierścień, Kindermusical (1986)
- Przygody Cippolina, Kindermusical (1986)
- Cross Rosen für Tonband (1987)
- Diabły warszawskie, Musical (1987)
- Kwiat paproci, Musical (1989)
- Atlantis für Tonband (1991)
- Tryptyk für Tonband (1991–1993)
- Birkut '8 für Tonband und vier Solisten (1992)
- Lucjan Kaszycki für Tonband (1992)
- Vilcabamba für Tonband und vier Solisten (1992)
- Lines of Life für Tonband (1993)
- Sfinks für Tonband und vier Solisten (1993)
- W krainie wiatru, srebrnych jezior i jaskiń, musikalische Geschichte für Instrumentalensemble oder Elektronik (2000–2003)
- Meridian, Kindermusical (2004)
- Przychodzę, Lied (2005)
- Kochanowskiego przekład Psalmów, Lied (2005)

## Filmografie (Auswahl)
- 1959: Streit um Basia (Awantura o Basie)
- 1960: Das gemeinsame Zimmer (Wspólny pokój)
- 1960: 1000 Taler (Tysiac talarów)
- 1961: Strecke zwischen Tod und Leben (Droga na zachód)
- 1962: Ein Zirkusdirektor gibt nicht auf (Dom bez okien)
- 1963: Geliebt zu werden (Jak byc kochana)
- 1963: Gangster und Philanthropen (Gangsterzy i filantropi)
- 1963: Die Frau, die man nie vergessen kann (Naprawde wczoraj)
- 1963: Wochenende (Weekendy)
- 1971: Aktion Brutus (Akcja ‚Brutus‘)